# Scio (Oregon)

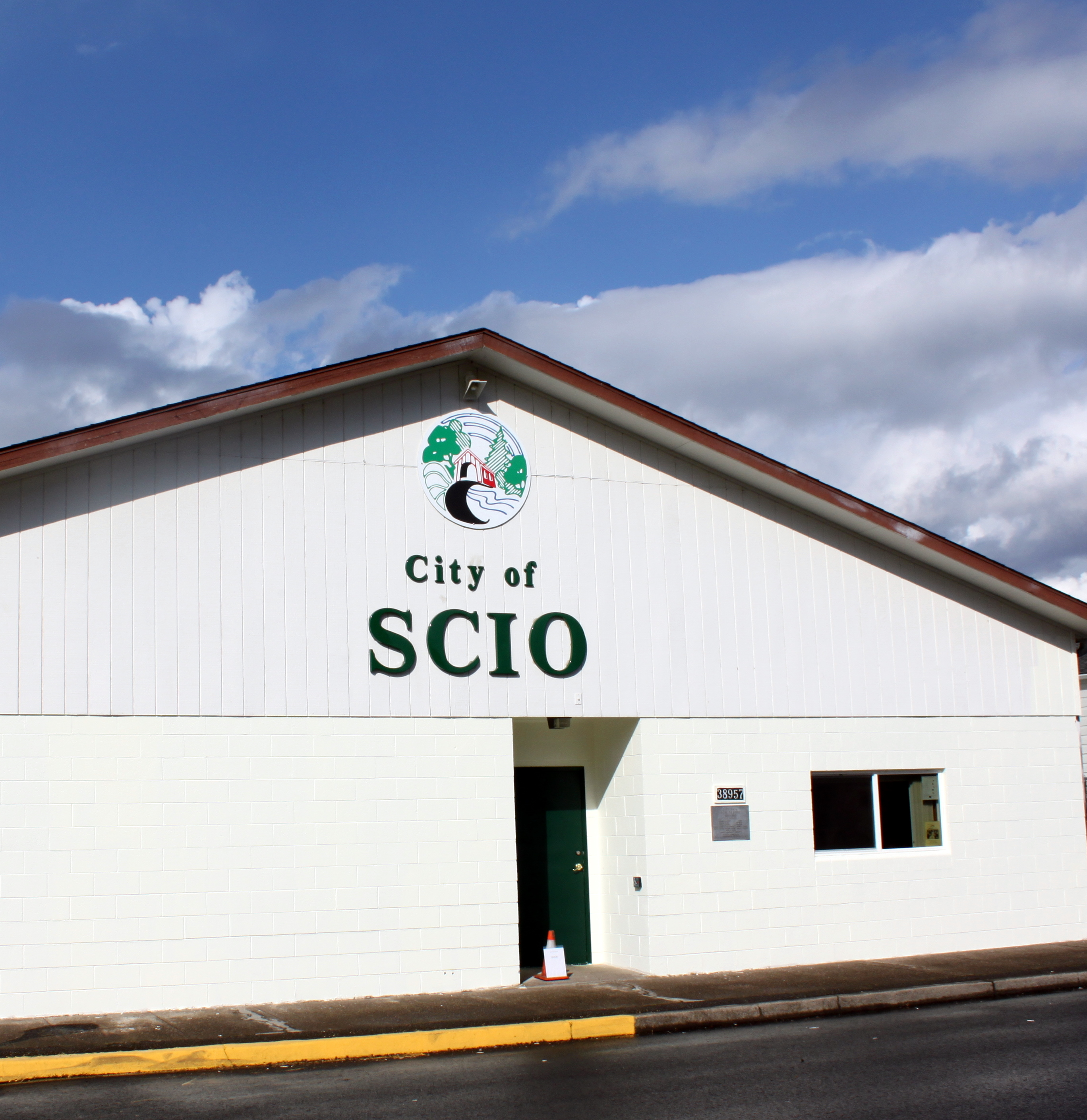
Könyvtár

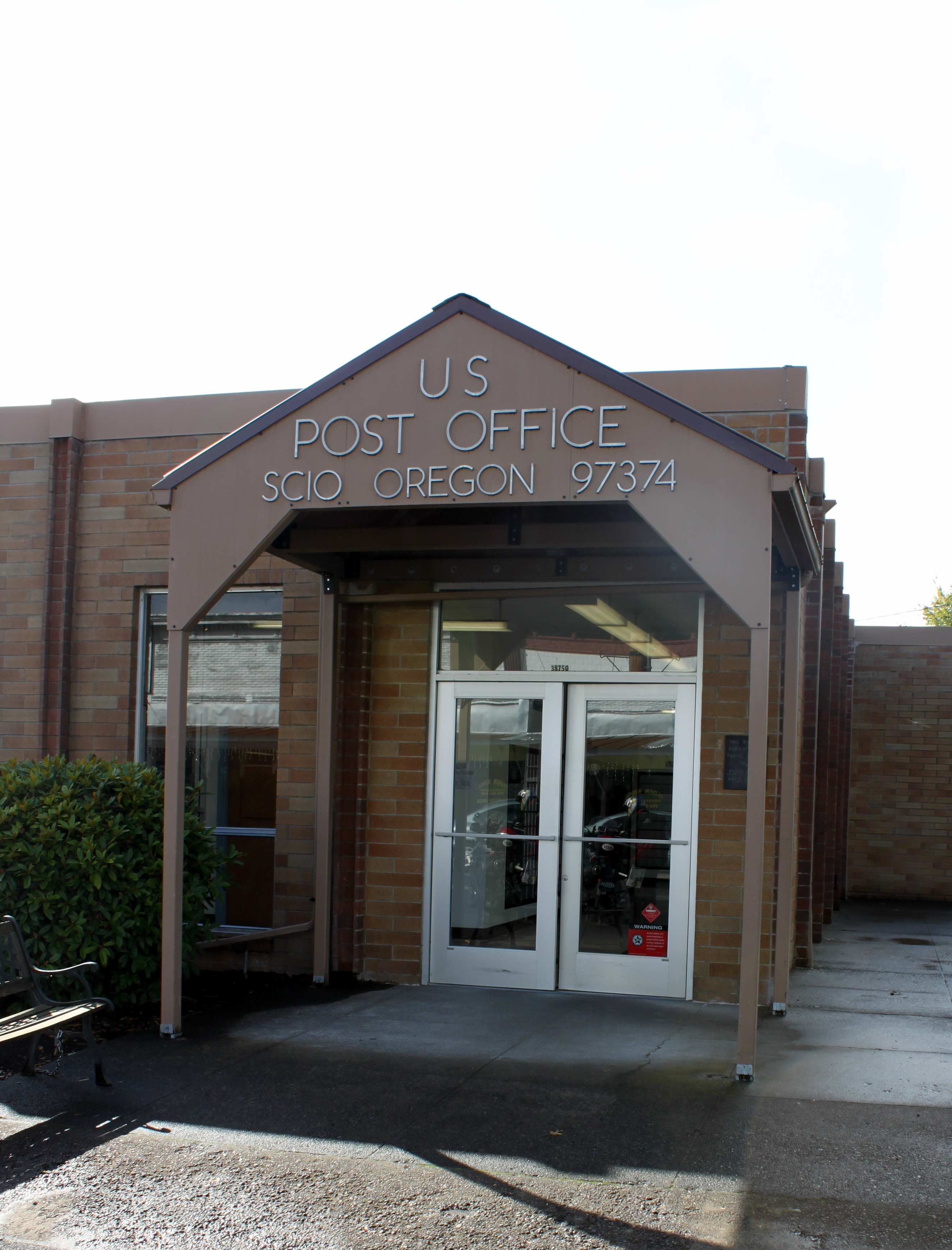
Posta

Scio (kiejtése: ˈsaɪoʊ)  az Amerikai Egyesült Államok északnyugati részén, Oregon állam Linn megyéjében helyezkedik el. A 2010. évi népszámláláskor 838 lakosa volt. A város területe 0,98 km², melynek 100%-a szárazföld.

## Történet
Az Oregon Geographic Names gyűjtése alapján a város nevét az egyik első lakó, William McKinney választotta; ő és Henry L. Turner egy malmot létesítettek a településen. Turner felvetette McKinney-nek, hogy válasszon nevet a közösségnek; a Scio név a férfi szülővárosára, az ohiói azonos nevű településre utal. Az ohiói Scio nevét a görög Kiosz szigetéről kapta, mely név olasz megfelelője szintén Scio.
A postahivatal 1860. október 3-án jött létre; az első postamester Euphronius Wheeler lett.
A várost keresztező Thomas patak a földadományozási törvény segítségével 1846-ban a part mentén letelepülő Frederick Thomas nevét viseli.

## Éghajlat
A város éghajlata a Köppen-skála szerint mediterrán (Csb-vel jelölve). A legcsapadékosabb a november–december, a legszárazabb pedig a július–augusztus közötti időszak. A legmelegebb hónap július, a leghidegebb pedig december.
| Hónap                         | Jan.  | Feb.  | Már. | Ápr. | Máj. | Jún. | Júl. | Aug. | Szep. | Okt. | Nov.  | Dec.  | Év    |
| ----------------------------- | ----- | ----- | ---- | ---- | ---- | ---- | ---- | ---- | ----- | ---- | ----- | ----- | ----- |
| Rekord max. hőmérséklet (°C)  | 20,6  | 22,2  | 25,0 | 30,0 | 36,7 | 38,9 | 40,6 | 41,1 | 38,9  | 32,8 | 24,4  | 18,9  | 41,1  |
| Átlagos max. hőmérséklet (°C) | 8,3   | 10,6  | 13,3 | 15,6 | 19,4 | 22,2 | 26,7 | 26,7 | 23,9  | 17,2 | 11,1  | 7,8   | 16,9  |
| Átlaghőmérséklet (°C)         | 5,0   | 6,2   | 8,5  | 10,3 | 13,6 | 16,1 | 19,5 | 18,9 | 16,7  | 11,7 | 7,5   | 4,5   | 11,6  |
| Átlagos min. hőmérséklet (°C) | 1,7   | 1,7   | 3,3  | 5,0  | 7,8  | 10,0 | 12,2 | 11,1 | 9,4   | 6,1  | 3,9   | 1,1   | 6,1   |
| Rekord min. hőmérséklet (°C)  | −16,7 | −13,9 | −7,8 | −3,9 | −0,6 | 0,6  | 1,1  | 1,1  | −1,1  | −5,0 | −12,8 | −21,7 | −21,7 |
| Átl. csapadékmennyiség (mm)   | 186   | 153   | 137  | 114  | 85   | 60   | 18   | 23   | 43    | 105  | 201   | 209   | 1334  |
| Forrás: The Weather Channel   |       |       |      |      |      |      |      |      |       |      |       |       |       |

## Népesség

### 2010
A 2010-es népszámláláskor a városnak 838 lakója, 306 háztartása és 225 családja volt. A népsűrűség 855,1 fő/km2. A lakóegységek száma 324, sűrűségük 330,6 db/km2. A lakosok 91,4%-a fehér, 0,4%-a afroamerikai, 1,8%-a indián, 0,6%-a ázsiai, 0,1%-a a Csendes-óceáni szigetekről származik, 2%-a egyéb, 3,7%-a pedig kettő vagy több etnikumú. A spanyol vagy latino származásúak aránya 3,1% (2,9% mexikói,   0,2% egyéb spanyol vagy latino származású.)
A háztartások 35,9%-ában élt 18 évnél fiatalabb. 52,3% házas, 14,7% egyedülálló nő, 6,5% egyedülálló férfi, 26,5% pedig nem család. 20,9% egyedül élt; 7,6%-uk 65 éves vagy idősebb. Egy háztartásban átlagosan 2,74 személy élt; a családok átlagmérete 3,18 fő.
A medián életkor 34,8 év volt. A város lakóinak 27,1%-a 18 évesnél fiatalabb, 7,7% 18 és 24 év közötti, 26,5%-uk 25 és 44 év közötti, 24,8%-uk 45 és 64 év közötti, 14%-uk pedig 65 éves vagy idősebb. A lakosok 49,8%-a férfi, 50,2%-a pedig nő.

### 2000
A 2000-es népszámláláskor  a városnak 695 lakója, 265 háztartása és 188 családja volt. A népsűrűség 709,2 fő/km2. A lakóegységek száma 278, sűrűségük 283,7 db/km2. A lakosok 93,24%-a fehér,  3,88%-a indián, 0,43%-a ázsiai,  0,14%-a egyéb-, 2,3%-a pedig kettő vagy több etnikumú. A spanyol vagy latino származásúak aránya 1,87% (0,7% mexikói,   1,2% pedig egyéb spanyol/latino származású.)
A háztartások 35,5%-ában élt 18 évnél fiatalabb. 54,7% házas, 10,6% egyedülálló nő; 28,7% pedig nem család. 24,9% egyedül élt; 10,2%-uk 65 éves vagy idősebb. Egy háztartásban átlagosan 2,61 személy élt; a családok átlagmérete 3,07 fő.
A város lakóinak 28,9%-a 18 évesnél fiatalabb, 8,6% 18 és 24 év közötti, 24,6%-uk 25 és 44 év közötti, 22,6%-uk 45 és 64 év közötti, 15,3%-uk pedig 65 éves vagy idősebb. A medián életkor 36 év volt. Minden 100 nőre 84,8 férfi jut; a 18 évnél idősebb nőknél ez az arány 81.
A háztartások medián bevétele 36 111 amerikai dollár, ez az érték családoknál $38 906. A férfiak medián keresete $31 726, míg a nőké $27 833. A város egy főre jutó bevétele (PCI) $16 222. A családok 7,7%-a, a teljes népesség 10,9%-a élt létminimum alatt; a 18 év alattiaknál ez a szám 11,8%, a 65 évnél idősebbeknél pedig 29,9%.

## Fordítás
Ez a szócikk részben vagy egészben  a   Scio, Oregon című angol Wikipédia-szócikk ezen változatának fordításán alapul.  Az eredeti cikk szerkesztőit annak laptörténete sorolja fel. Ez a jelzés csupán a megfogalmazás eredetét és a szerzői jogokat jelzi, nem szolgál a cikkben szereplő információk forrásmegjelöléseként.